# Isabel Ice
Isabel Ice, née Claire Marsh le 15 avril 1982 à Cardiff (Pays de Galles), est une actrice de films pornographiques britannique.

## Biographie
Scolarisée jusqu'à 16 ans dans une école catholique du comté de Glamorgan, elle entame par la suite des études à l'université de Cardiff. Sans terminer son cycle d'études, elle se rend en Thaïlande où elle travaille comme professeur d'anglais durant un an. De retour en Angleterre, elle s'installe à Londres où elle entreprend des études à l'université. Elle termine ses études avec une  licence en criminologie et en anglais.
Après un séjour en Espagne, suivi d'un emploi dans un club de Soho à Londres, elle reçoit une proposition de travail dans l'industrie du cinéma pornographique aux USA. Sa carrière débute en 2003.

## Récompenses
- 2007 : AVN Award – Best Sex Scene in a Foreign-Shot Production (Outnumbered #4)
- 2007 : UK Adult Film and Television Awards - BGAFD Award – Best British Female
- 2008 : AVN Award – Best Sex Scene in a Foreign-Shot Production (Rocco Animal Trainer #23)
- 2008 : UK Adult Film and Television Awards – Best Supporting Actress